# Automeris boucardi
Automeris boucardi é uma espécie de mariposa do gênero Automeris, da família Saturniidae.
Sua ocorrência foi registrada na Costa Rica, Guatemala, Honduras, México e Panamá.